# Calisto muripetens
Calisto muripetens är en fjärilsart som beskrevs av Bates 1939. Calisto muripetens ingår i släktet Calisto och familjen praktfjärilar. Inga underarter finns listade i Catalogue of Life.

## Bildgalleri

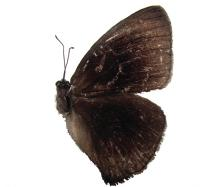